# Велике Окунево
Велике О́кунево (рос. Большое Окунево) — присілок у складі Мішкинського району Курганської області, Росія. Входить до складу Гладишевської сільської ради.
Населення — 70 осіб (2010, 133 у 2002).